# نمودار جریان داده

نمودار جریان داده تام دی ماکرو

نمودار جریان داده (انگلیسی: Data-flow diagram) روشی برای نمایش جریان داده‌های یک فرایند یا یک سیستم (سیستم اطلاعاتی) است، که اطلاعاتی در مورد ورودی‌ها و خروجی‌های فرایندها یا سیستم‌ها، ارائه می‌نماید. در نمودارهای جریان داده هیچگونه حلقه،  کنترل جریان یا قوانین تصمیم‌گیری وجود ندارد و تنها عملیات خاص بر پایه داده‌های موجود، می‌تواند توسط این نمودار نمایش داده شود. برای نمایش نمودارهای جریان داده، چند نمونه نماد وجود دارد، که پرکاربردترین نمونه آن در سال ۱۹۷۹ توسط تام دی ماکرو، به عنوان بخشی از یک روش آنالیز ساختاری ارائه گردید. نمودار جریان داده‌ها همچنین بخشی از ابزارهای مدل‌سازی آنالیز ساختاری بشمار می‌آید.